# Kristian Sobota
Kristian Sobota (født 1. juni 1988 i København) er en dansk forhenværende cykelrytter.
Han har været aktiv cykelrytter siden 2007, og har kørt for følgende danske cykelhold:
- (2007) Team Vision Bikes – Løgstør Parkhotel,
- (2008) Team Løgstør – Cycling for Health,
- (2009) Team Capinordic,
- (2010) Team Concordia,
- (2011) Christina Watches – Onfone,
- (2012) Christina Watches – Onfone powered by Dana,
- (2013) J. Jensen - Ramirent
- (2014) Team Vivelo-IBT isolering
- (2018-2020) PO Auto (Zwift e-cycling team)
- (2020-nu) XAPP.dk (Zwift e-cycling team)

Kristian Sobota har deltaget i Post Danmark Rundt tre gange (2008, 2010, 2011).
Han er den yngste rytter, som har været til start i det belgiske endagsløb Kuurne-Brussel-Kuurne.
I 2008 vandt han det polske UCI 1.2 endagsløb GP Szczecin.
Han blev dobbelt SM-mester i 2009 i disciplinerne 'Landevej Samletstart' (Slagelse CR) samt 'Enkeltstart' (Roskilde CR). 
I 2008 og 2012 vandt han Bronze ved DM Holdtidskørsel.
I 2010 vandt han det franske Critérium Ville de Dijon samt Critérium GP Nantes.
I 2012 vandt han endagsløbet Grand Prix de Bordeaux.
Hans sidste UCI sejr var i 2013 i det portugisiske UCI 1.2 løb Gran Premio de Castilla.

## Eksterne kilder og henvisninger
- Kristian Sobotas profil hos UCI (engelsk)
- Kristian Sobotas profil på Cykelsiderne
- Kristian Sobotas profil på ProCyclingStats (engelsk)
- Kristian Sobotas profil på FirstCycling